# Den blygsamme hjälten
Den blygsamme hjälten (spanska: El héroe discreto) är en roman av den peruanske författaren Mario Vargas Llosa utgiven 2013. Det är Vargas Llosas första roman efter att han tilldelades nobelpriset i litteratur 2010 och den utkom i svensk översättning 2014.

## Handling
Romanen är en skildring av det samtida Peru, ett samhälle präglat av framväxande välstånd och framtidstro men också av korruption och kriminalitet. Handlingen består av två parallella berättelser som till slut visar sig ha ett samband. Den ena handlar om Felicito Yanaqué som får sitt åkeri i Piura nedbränt efter att han mottagit flera utpressarbrev och vägrat betala beskyddarpengar. Den andra handlar om don Ismael Carrera som vid åttio års ålder i Lima gifter sig med sin unga hushållerska Armida och gör sina söner arvlösa.

## Mottagande
"De här sidorna visar på Mario Vargas Llosas alldeles särskilda förmåga att behärska litteraturens och romankonstens mysterier, i synnerhet med en sådan överraskande och fantastisk för att inte säga oväntad upplösning." - ABC Cultural